# Марусин Сергій Вікторович
Сергій Вікторович Марусин (нар. 1 квітня 1958, с. Канадей, Ульяновська область, РРФСР) — колишній радянський і український футболіст та український футбольний тренер, виступав на позиції захисника та півзахисника.

## Біографія
Сергій Марусин народився у селищі Канадей, що розташоване в Ульяновській області. Коли хлопчику було півтора року, батьки переїхали до Дніпропетровська. Саме тут Марусин і робив свої перші кроки у великий футбол, займаючись у СДЮШОР при міському відділі народної освіти (згодом ця дитячо-юнацька школа була реформована у знаменити спортивну школу «Дніпро-75»). Першим тренером Сергія був Валерій Лапшин. Починаючи з 1976 року юний футболіст брав участь у матчах дублюючого складу дніпропетровського «Дніпра», однак зіграти за основну команду йому так і не судилося.
Появі Марусина у СКА (Одеса) посприяв Петро Найда, що виступав на той час у «Дніпрі». Саме він порадив тренерському штабу одеситів молодого гравця дубля дніпропетровців. У СКА Сергій Вікторович і провів майже усю свою кар'єру, відігравши близько чотирьох сотень матчів та дослужившись до звання капітана внутрішніх військ. Звали Марусина й до інших команд, зокрема керівництво «Дніпра» пропонувало повернутися у 1982 році, якраз напередодні свого чемпіонського сезону, однак він щоразу відмовляв, залишаючись вірним одному клубу.
У 1986 році команда показувала незадовільні результати і тодішній тренер СКА Йожеф Беца вирішив провести омолодження складу. Цей процес зачепив і Сергія Марусина, який вирішив завершити кар'єру, хоча йому й було всього 28 років.
Після закінчення активних виступів Сергій Вікторович певний час відслужив у спортроті, а потім зайнявся тренерською діяльністю. Спочатку працював асистентом головного тренера, а згодом і сам очолив СКА. Щоправда, через скандал з переходом Цимбалара до «Чорноморця» Марусина перевели на посаду помічника тренера.
Після утворення чемпіонату незалежної України команду було перейменовано у СК «Одеса» та зараховано до складу команд вищої ліги. Сергія Марусина знову було призначено головним тренером, однак команда була не готова до виступів на такому рівні результати виявилися не найкращими. Крайнім керівництво вирішило зробити наставника одеситів і ухвалило рішення про його відставку.
Звільнившись не лише з клубу, а й зі Збройних сил, Марусин вирушив до Росії, де приєднався до клубу першої ліги «Металург» (Алдан). У команді зібралося багато досвідчених легіонерів і у тому сезоні «Металург» досяг найвищого результату в історії, посівши восьме місце.
Повернувшись до міста, що вже стало рідним, Сергій Вікторович знову очолив СК «Одеса», який тренував аж до 1997 року, поки не отримав пропозицію від олександрійської «Поліграфтехніки». Однак на кіровоградщині він надовго не затримався, вже через рік повернувшись до чорноморського узбережжя. Проміжки у тренерській діяльності Марусин заповнював виступами за колективи фізкультури як футболіст. З 1993 по 2002 рік досвідчений гравець захищав кольори таких колективів, як «Первомаєць» (Першотравневе), «Лотто-GCM» (Одесса), овідіопольський «Дністер», «Рибак-Дорожник» (Одеса) та «Тирас-2500» (Білгород-Дністровський).
У 2004 році Марусин очолив одеський «Іван», з яким виграв чемпіонат України серед колективів фізичної культури та здобув путівку до фінальної частини Кубку Регіонів УЄФА, що проходив у Болгарії.
Після закінчення відносин з одеським аматорським колективом у 2006 році Сергій Вікторович став директором ДЮСШ № 9 імені Ігора Бєланова. Також Марусин виступав за ветеранські команди «Рішельє» та «Таврія».
У серпні 2011 року Сергій Вікторович Марусин увійшов до новоствореної Федерації міні-футболу Одеси, очоливши дисциплінарний комітет.

## Досягнення
Ігрова кар'єра
- Чемпіон 6 зони другої ліги чемпіонату СРСР (1977)

Тренерські здобутки
- Чемпіон України серед колективів фізичної культури (2005)